# ERP44
ERP44 (англ. Endoplasmic reticulum protein 44) – білок, який кодується однойменним геном, розташованим у людей на короткому плечі 9-ї хромосоми.  Довжина поліпептидного ланцюга білка становить 406 амінокислот, а молекулярна маса — 46 971.
| 10         |  | 20         |  | 30         |  | 40         |  | 50         |
| ---------- |  | ---------- |  | ---------- |  | ---------- |  | ---------- |
| MHPAVFLSLP |  | DLRCSLLLLV |  | TWVFTPVTTE |  | ITSLDTENID |  | EILNNADVAL |
| VNFYADWCRF |  | SQMLHPIFEE |  | ASDVIKEEFP |  | NENQVVFARV |  | DCDQHSDIAQ |
| RYRISKYPTL |  | KLFRNGMMMK |  | REYRGQRSVK |  | ALADYIRQQK |  | SDPIQEIRDL |
| AEITTLDRSK |  | RNIIGYFEQK |  | DSDNYRVFER |  | VANILHDDCA |  | FLSAFGDVSK |
| PERYSGDNII |  | YKPPGHSAPD |  | MVYLGAMTNF |  | DVTYNWIQDK |  | CVPLVREITF |
| ENGEELTEEG |  | LPFLILFHMK |  | EDTESLEIFQ |  | NEVARQLISE |  | KGTINFLHAD |
| CDKFRHPLLH |  | IQKTPADCPV |  | IAIDSFRHMY |  | VFGDFKDVLI |  | PGKLKQFVFD |
| LHSGKLHREF |  | HHGPDPTDTA |  | PGEQAQDVAS |  | SPPESSFQKL |  | APSEYRYTLL |
| RDRDEL     |  |            |  |            |  |            |  |            |

A: Аланін

C: Цистеїн

D: Аспарагінова кислота

E: Глутамінова кислота

F: Фенілаланін

G: Гліцин

H: Гістидин

I: Ізолейцин

K: Лізин

L: Лейцин

M: Метіонін

N: Аспарагін

P: Пролін

Q: Глутамін

R: Аргінін

S: Серин

T: Треонін

V: Валін

W: Триптофан

Кодований геном білок за функцією належить до шаперонів. 
Задіяний у такому біологічному процесі як відповідь на стрес. 
Локалізований у ендоплазматичному ретикулумі.